# Kirjasalo
Kirjasalo (del ruso: Кирьясало) es un pueblo abandonado en Distrito de Vsevolozhsky del Óblast de Leningrado, Rusia. Se encontraba entre los ríos Volchya y Smorodinka. Su población estaba en gran parte compuesta de ingrios fineses.

## Historia
El pueblo fue mencionado por primera vez en un mapa de siglo XVII como Koriasilka.
De 1919 a 1920, Kirjasalo fue la capital de la efímera República de Ingria Septentrional.
A mediados de los años 30 la población estaba generalmente reprimida y fue deportada a otras regiones de la Unión Soviética.
Durante la Guerra de continuación, la línea defensiva finlandesa VT pasaba a por Kirjasalo.